# A Good Old Fashioned Orgy
Pour plus de détails, voir Fiche technique et Distribution.
A Good Old Fashioned Orgy est un film américain réalisé par Alex Gregory et Peter Huyck, sorti en 2011.

## Synopsis
Eric propose à son groupe d'amis trentenaires une orgie pour la fin de l'été dans la maison de son père dans les Hamptons.

## Fiche technique
- Titre : A Good Old Fashioned Orgy
- Réalisation : Alex Gregory et Peter Huyck
- Scénario : Alex Gregory et Peter Huyck
- Musique : Jonathan Sadoff
- Photographie : John Thomas
- Montage : Anita Brandt Burgoyne et Patrick J. Don Vito
- Production : James D. Stern
- Société de production : Endgame Entertainment, Aura Film Partnership et Fierce Entertainment
- Société de distribution : Samuel Goldwyn Films (en) (États-Unis)
- Pays :  États-Unis
- Genre : Comédie romantique
- Durée : 95 minutes
- Dates de sortie : 
  -  États-Unis : 2 septembre 2011
  -  France : 1er avril 2015 (Internet)

## Distribution
- Jason Sudeikis : Eric
- Leslie Bibb : Kelly
- Lake Bell : Alison
- Michelle Borth : Sue
- Nick Kroll : Adam
- Tyler Labine : McCrudden
- Angela Sarafyan : Willow
- Lindsay Sloane : Laura
- Martin Starr : Duquez
- Rhys Coiro : Marcus
- Will Forte : Glenn
- Michael Harding : M. Weber
- Jan Harrelson : le DJ
- Peter Huyck : Pete
- Reiko Kaneshiro : Cherie
- David Koechner : Vic George
- Lucy Punch : Kate
- DeeDee Rescher : Ellen
- Lin Shaye : Dody
- Jon Stafford : Fred
- Rick Warner : Deacon
- Barbara Weetman : Mme. Weber

## Accueil
Le film a reçu un accueil mitigé de la critique. Il obtient un score moyen de 44 % sur Metacritic.